# ヒマルチュリ
ヒマルチュリ (Himalchuli) は、ネパール領内のヒマラヤ山脈の一部を成すマンシリ・ヒマール (Himalchuli) において、2番目に標高が高い山。8000メートル級の山のひとつであるマナスルの南方に位置している。主峰は、東峰 (7893m)、西峰 (7540m)、北峰 (7371m) の3峰がある。表記は、2語に区切ってヒマル・チュリ (Himal Chuli) とされることもある。
ヒマルチュリは、500m以上のプロミネンスがある山を対象とした場合、世界で18番目に標高が高い山である。またヒマルチュリは、麓から垂直的に切り立った巨大な岩壁も大きな特徴である。例えば、ヒマルチュリは、南西の麓を流れるマーシャンギ川 (the Marsyangdi River) から7000mもそそり立っているが、川と峰の水平方向の距離は27kmしかない。

## 登攀史
頂上を目指す準備調査は1950年と1954年に行なわれ、最初に頂上を目指した1955年の試みは早々に失敗に終わった。1955年に登頂を試みたのはケニア隊であった。日本山岳会は、1958年に登坂ルートを探索する先遣隊として金坂一郎と石坂昭二郎を送った。翌1959年の日本隊は、村木潤次郎を隊長に、松田雄一、石坂昭二郎、田辺寿、竹田寛次、山野井武夫、住吉仙也、木村勝久で編成され、松田・石坂が頂上を目指し標高7,400mまで達したが、悪天候に阻まれ、登頂を断念して撤退した。日本山岳会は、翌々年に次の遠征隊を組織する方針をとった。
最初に登頂に成功したのは、1960年の慶應義塾大学山岳部OBを中心とした慶大ヒマラヤ登山隊であった。慶大隊は当初アンナプルナ第二峰、次いでダウラギリ第二峰を目標としていたが、1959年末にヒマルチュリ登頂を目指すことに目標を転じ、山田二郎を隊長に宮下秀樹、田辺寿、中沢公正、村田茂、大森弘一郎、原田雅弘、河田善明、高塩就、木村勝久で登山隊を編成した。頂上を目指し、南西側の「シックル尾根 (Sickle Ridge)」をたどるルートをとり、まず西峰と主峰（東峰）の間の鞍部に上がり、そこに最終の第6キャンプを設けた。そして、5月24日に田辺と原田、次いで翌25日に宮下と中沢と、都合4人が登頂に成功した。この登頂では、8000m未満の峰の登頂としては異例なことに、酸素ボンベが使用された。なお、この登山の際に、シェルパ1名が事故死した。
ヒマラヤン・インデックス (Himalayan Index) には、この初登頂のほか、5件の登頂が記載されており、さらに失敗に終わった登攀の試みが10件記録されている。一連の登攀は、この山の南側、南西側、南東側から様々なルートで試みられた。
西峰は、主峰の登頂にも挑んだ1978年の「雪と岩の会」による日本隊の2隊員（隊長の尾形好雄と、菅野一寛）が初登頂を果たした。彼らは5月6日にまず第１次アタック隊（藤倉和美、宮崎久夫、田村成典）が主峰に登頂し、次いで翌7日に尾形と菅野が西峰の初登頂に成功した。彼らは南側のドーディ・コーラ (the Dordi Khola) から登攀し、西峰には東側からアプローチした。
なお、登山隊は西峰への登山申請を行っていなかった（当時、西峰は立入禁止とされていた）ことから、ネパール政府は「登山規則を破った」として3年間の入国禁止、5年間のネパールにおける登山禁止処分を下している。
北峰の初登頂は、1985年に北壁から登攀した韓国隊によって果たされた。
1986年には、登頂を果たした日本大学登山隊4人のうちひとりが、下山途中に滑落して行方不明となった。